# Walter Gustav Brenner
Walter Gustav Brenner (* 28. Juli 1899 in Münchberg; † 8. Dezember 1973) war ein deutscher Ingenieur für Landmaschinentechnik und Hochschullehrer.

## Leben und Wirken
Nach Ableistung des Militärdienstes im Ersten Weltkrieg und erfolgreicher Reifeprüfung studierte Brenner 1920 bis 1924 Maschinenbau an der Technischen Hochschule München und war ab 1925 an der Württembergischen Landesanstalt für landwirtschaftliches Maschinenwesen der Landwirtschaftlichen Hochschule Hohenheim tätig. 1927 promovierte er an der Technischen Hochschule Stuttgart mit einem Thema über Windsichter. Danach arbeitete er zwei Jahre als Konstrukteur bei Gebr. Röber in Wutha. 1930 wurde er Assistent am Institut für Landtechnik der Landw. Hochschule in Bonn-Poppelsdorf (Prof. Karl Vormfelde) und entwickelte eigene Technologien für Mähdrescher. Darüber habilitiere er 1932 an seiner Fakultät. Danach arbeitete er bis 1949 als Konstrukteur bei der Firma Claas in Harsewinkel und entwickelte hier mit den Mähdrescher vom Typ „Super“.
1949 wurde Brenner zum Professor und Direktor des Instituts für Landmaschinenforschung der Forschungsanstalt für Landwirtschaft, Vorgänger der Bundesforschungsanstalt für Landwirtschaft in Braunschweig berufen. Im Juni 1955 folgte er einem Ruf auf den Lehrstuhl für angewandte Landmaschinentechnik und als Direktor des neu errichteten Instituts für Landtechnik an der Fakultät für Landwirtschaft in Weihenstephan.  der Technischen Hochschule München in Verbindung mit der Bayerischen Landesanstalt für Landtechnik und Motorisierung. 1967 wurde er in den Ruhestand versetzt, übernahm aber danach noch zwei Jahre die Vertretung.

## Schwerpunkte
- 1925–1929 LH Hohenheim und Wutha: Konstruktion von Saatgutreinigern (Windsichter)
- 1929–1949, 1952–1955 (Bonn und Harsewinkel) Vergleich amerikanischer Mähdrescher und Entwicklung deutscher Mähdrescher bei der Fa. Claas
- 1949–1952 FAL Braunschweig: Zapfwellenbetriebene Ackerwagen, Frontlader, Zapfwellenübertragungen, Grüppenfräsen
- 1955–1967 Weihenstephan: Anbautrommelfeldhäcksler für Grünmaisernte, Aufbau einer Abteilung Innenmechanisierung, Mähdrescher und andere Mechanisierung in bäuerlichen Familienbetrieben
- 1951/52 war Brenner Präsident der FAL Braunschweig-Völkenrode

## Ehrungen
- 3 Silberne Preismünzen der Deutschen Landwirtschafts-Gesellschaft (DLG)
  - 1939 Saatgutreinigungsmaschine Röber Petkus, Type Hohenheim
  - 1939 Pick-up Sammelpresse von Claas
  - 1955 Mähdrescher „Super“ von Claas
- 1960 wurde ihm die Ehrendoktorwürde der Universität Bonn verliehen.[4]
- Ehrenpreis des Bundesministers für ELF „für bahnbrechende Leistungen auf dem Gebiet der Landtechnik, insbesondere bei der Entwicklung des Mähdreschers“